# Chappaqua Suite
Chappaqua Suite è un doppio album discografico free jazz del sassofonista Ornette Coleman pubblicato nel 1965 dalla Columbia Records.

## Descrizione
Il disco venne originariamente commissionato dall'attore/regista Conrad Rooks come colonna sonora del suo film Chappaqua; tuttavia, la musica di Coleman non venne utilizzata nella versione della pellicola uscita al cinema. Secondo le note interne presenti nell'album, Rooks decise di non utilizzare quanto registrato da Coleman perché trovava la sua musica così "meravigliosa" da temere che potesse mettere in secondo piano le immagini del film e la trama dello stesso. Quindi, la Columbia Records pubblicò il disco come doppio LP, ma con pochissima promozione e l'album vendette poco. Fu messo fuori catalogo nel 1966 e da allora è stato ristampato solo in rare occasioni.
Chappaqua Suite fu la prima incisione in studio di Coleman in trio con David Izenzon al contrabbasso e Charles Moffett alla batteria. Si tratta anche della sua prima registrazione con un'orchestra al completo, in questo caso diretta da Joseph Tekula. Il disco è strutturato come una suite in quattro parti, ognuna delle quali occupa una facciata dell'album. Il tenorsassofonista Pharoah Sanders appare nella quarta parte della suite.

## Accoglienza
| Recensione                     | Giudizio |
| ------------------------------ | -------- |
| AllMusic                       | [ 1 ]    |
| Tom Hull                       | B+       |
| Piero Scaruffi (Austin Krentz) | 7/10     |

Il recensore di AllMusic Thom Jurek assegnò al disco 3½ stellette e affermò: "Anche se non è considerato uno dei capolavori di Coleman, forse a causa della sua indisponibilità negli Stati Uniti, nella sua interezza, Chappaqua Suite è un testamento alla visione di Coleman come compositore e alla potenza della sua direzione orchestrale. Molto utile in effetti".

## Tracce
- Tutti i brani sono opera di Ornette Coleman

Disco 1
1. Chappaqua Suite, Part 1 – 21:06
2. Chappaqua Suite, Part 2 – 18:41

Disco 2
1. Chappaqua Suite, Part 3 – 17:36
2. Chappaqua Suite, Part 4 – 21:48

## Formazione
- Ornette Coleman – sax contralto
- David Izenzon – contrabbasso
- Charles Moffett – batteria
- Pharoah Sanders - sax tenore
- Joseph Tekula - arrangiamento orchestrale